# Natella Krasnikova
Natella Arkhipovna Krasnikova (russe : Нателла Архиповна Красникова), née le 14 octobre 1953 à Mogotcha (RSFS de Russie), est une ancienne joueuse soviétique de hockey sur gazon. Elle est médaillée de bronze aux Jeux de 1980.

## Carrière
Natella Krasnikova fait partie de l'équipe soviétique de hockey sur gazon qui remporte la médaille de bronze aux Jeux olympiques d'été de 1980.
De 1991 à 2011, elle détient le record du nombre de buts marqué avec 220 buts pour l'Union soviétique, record battu par la Sud-Africaine Pietie Coetzee en 2011 avec 222 buts. Elle est la meilleure buteuse de la Coupe du monde 1986.

## Palmarès

### Jeux olympiques
- médaille de bronze du tournoi féminin en 1980 à Moscou,  Union soviétique